# 比尤納維斯塔鎮區 (克萊頓縣)
比尤纳维斯塔鎮區（Buena Vista Township），美国艾奥瓦州克莱顿县的一个鎮區，总面积51.48平方公里，总人 口339（2000美国人口普查）。